# Ptolemaiosz Keraunosz
Ptolemaiosz Keraunosz (görögül Πτολεμαίος Κεραυνός, Kr. e. 318 – Kr. e. 279 februárja), az ókori Makedónia királya (uralkodott Kr. e. 281–től haláláig), az Egyiptomban dinasztiát alapító I. Ptolemaiosz Szótér harmadik feleségétől, Eurüdikétől származó, legidősebb gyermeke volt.

## Az elűzött trónörökös
Noha ő volt Ptolemaiosz legidősebb fia, öccsével, Meleagrosszal és édesanyjával, Antipatrosz lányával együtt fokozatosan kiesett a királyi kegyekből, amikor apja újranősült. Kr. e. 285-ben Ptolemaiosz Berenikétől származó gyermekét, II. Ptolemaiosz Philadelphoszt nyilvánította utódjának. Keraunosz apja Kr. e. 283/282-es halálakor így jobbnak látta Makedóniába menekülni, Lüszimakhoszhoz, aki történetesen féltestvérének, Arszinoénak volt a férje, és vér szerinti nővérét, Lüszandrát a trónörököséhez, Agathoklészhez adta feleségül.
Keraunosz, akinek mellőzésében a források szerint erőszakos természete is közrejátszott, Arszinoéval – aki amúgy Ptolemaiosz Philadelphosz vér szerinti testvére volt – közösen tört Agathoklész vesztére. Amikor Arszinoé agg férjét fia állítólagos cselszövéseivel ellene hangolta, azt meggyilkolták. Némely források szerint egyenesen Keraunosz végzett vele saját kezűleg. Az eset háborúhoz vezetett Lüszimakhosz és I. Szeleukosz Nikatór, Nagy Sándor két veterán hadvezére között. Kr. e. 281-ben a kuropedioni csatában Szeleukosz aratott győzelmet, az örökösként fellépő Ptolemaiosz pedig békét kötött vele, melynek értelmében Lüszimakhosz korábbi anatóliai birtokait a Szeleukida Birodalomhoz csatolták. Szeleukosz állítólag még arra is hajlandó lett volna, hogy támogassa egyiptomi trónszerzését, de az európai birtokait féltő Keraunosz inkább meggyilkoltatta.

## Makedónia királya

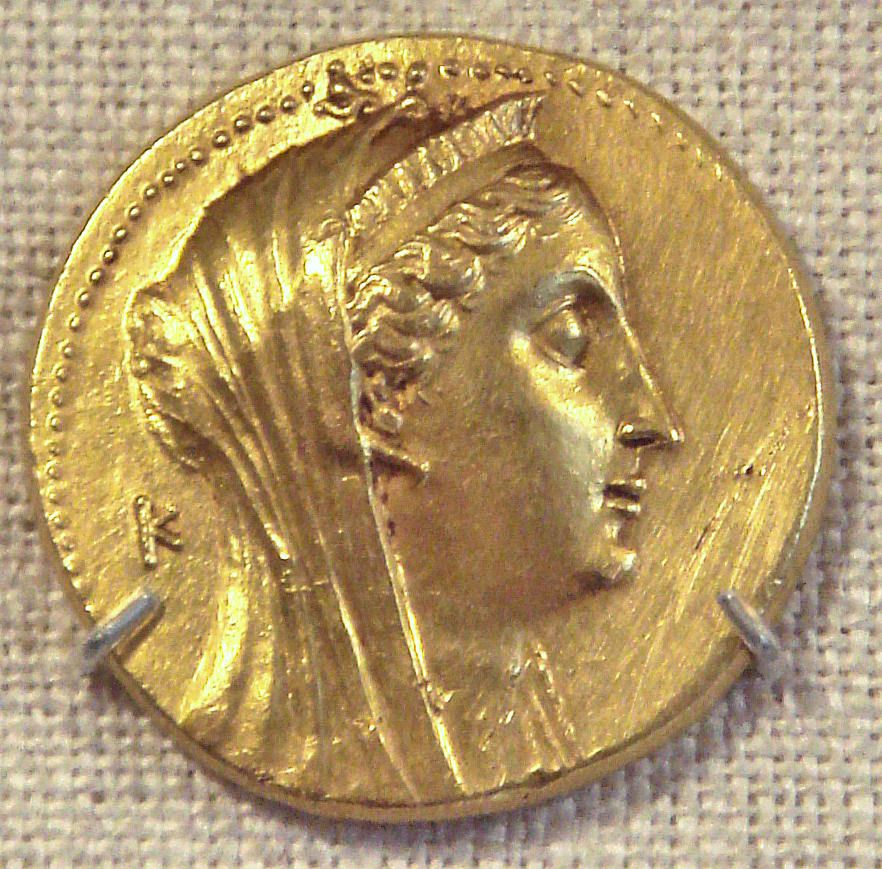
II. Arszinoé, Ptolemaiosz Keraunosz féltestvére és felesége, később II. Ptolemaiosz egyiptomi király felesége

Makedónia élén mindössze két ellenféllel kellett szembenéznie, mivel féltestvére Egyiptomban örült, hogy nem kíván ellene fellépni, Szeleukosz fia, I. Antiokhosz Szótér pedig hatalmas birodalmának belső viszonyaival volt elfoglalva. A harcias épeiroszi királyt, Pürrhoszt azzal szerelte le, hogy hadsereget ígért neki az Itália mind nagyobb részét ellenőrző Római Köztársaság ellen folytatott tarentumi háborúba. Már csak II. Antigonosz Gonatasszal kellett leszámolnia, aki Hellaszt uralva követelte magának Makedóniát. Keraunosz ezt az ellenfelét is legyőzte, Antigonosz pedig visszavonult Boiótiába. Győzelmét követően Antiokhosz hivatalosan is elismerte őt makedón királynak.
Így rendezve országa külpolitikai helyzetét, ismét a családi ügyekbe bonyolódott bele. Szövetségese, Arszinoé ugyanis jobbnak látta féltestvére elől Kasszandreia városába visszavonulni Lüszimakhosztól született két fiával, Lüszimakhosszal és Philipposszal. Az ifjak potenciális veszélyforrást jelentettek Keraunosz hatalmára nézve, aki meglehetősen durva megoldást választott a helyzet orvoslására. Meggyőzte Arszinoét, hogy menjen hozzá feleségül, majd a menyegző alatt meggyilkoltatta mostohagyermekeit. Arszinoé legidősebb fia, Ptolemaiosz azonban el tudott menekülni. A dardán királynál, Monuniosznál keresett és talált menedéket. Ez utóbbi még haddal is kiállt mellette, de nem sok eredménnyel.

## Bukás
Nem sokkal ezután új ellenfél jelent meg a Balkánon: a kelták. Ptolemaiosz Keraunosz elutasította Monuniosz szövetségét, illetve a kelták vezére, Belgius által ajánlott megegyezést is, hadba szállva a vándorló nép ellen. Az ütközet katasztrofálisan végződött. A makedón hadsereg megfutamodott, Keraunosz pedig elefántjáról lezuhanva ellenfelei kezébe került. A még élő uralkodót a kelták lefejezték, majd fejét lándzsára tűzve győzelmi jelvényként hordozták magukkal. A keltákat végül Antigonosz győzte le Kr. e. 277-ben, megszerezve Makedónia trónját. Arszinoé, Ptolemaiosz özvegye és féltestvére hazatért Egyiptomba, ahol fivére, II. Ptolemaiosz kegyeibe férkőzött, első feleségét száműzette, és feleségül vetette magát vele.